# Saint-Saturnin (Puy-de-Dôme)
Saint-Saturnin ist eine französische Gemeinde in der Region Auvergne-Rhône-Alpes im Département Puy-de-Dôme im Arrondissement Clermont-Ferrand im Kanton Orcines.

## Geografie
Saint-Saturnin befindet sich knapp 20 km südlich von Clermont-Ferrand im Tal des Flusses Monne der etwas weiter unten in die Veyre mündet. Die Gemeinde von 16,86 Quadratkilometern Größe liegt auf 460 bis 890 Meter Meereshöhe und zählt 1167 Einwohner (Stand 1. Januar 2022). Der Ort ist auf einem Basaltgrat erbaut, an dessen höchster Stelle die Kirche St-Saturnin steht.

## Geschichte
Saint-Saturnin war Sitz der Herren von La Tour d’Auvergne, wovon noch die stark befestigte Burg Saint-Saturnin zeugt. Mit seinen engen Gassen hat der Ort sein mittelalterliches Flair bewahrt und zog deshalb viele Künstler an, die sich hier niederließen.

## Sehenswürdigkeiten
- Die Kirche St-Saturnin gehört zu den sechs Hauptkirchen der auvergnatischen Romanik. Sie wurde in der ersten Hälfte des 12. Jahrhunderts aus hellem Arkose-Sandstein und dunklem Lavagestein erbaut und hat mit ihrem oktogonalen Glockenturm die Französische Revolution unbeschadet überstanden, sodass Restauratoren anderer Kirchen sie zum Vorbild nehmen konnten. Die Ostpartie der Kirche bildet eine Auvergnatische Pyramide, in der das massif barlong integriert ist. Im Inneren finden sich Kapitelle aus Lava-Gestein, eine romanische Marienstatue, eine farbig gefasste Pietà in der Krypta und ein Christushaupt aus dem 15. Jahrhundert sowie Holzplastiken des 18. Jahrhunderts.
- Kapelle Sainte-Madeleine, mittelalterlich, heute Ausstellungsraum, gegenüber dem Chor der Kirche
- die Burg Saint-Saturnin, mittelalterlicher Wehrbau  aus dem 13. Jahrhundert, mit dreifacher Ummauerung, Zinnen und Wehrtürmen. Die Fassade stammt aus der Renaissance-Zeit.
- Musée du peintre Madrassi, Museum des Malers und Illustrators Ludovic Lucien Madrassi (1881–1956)
- Teile der Stadtbefestigung
- in der Nähe die Benediktinerabtei Randol, 1970 bis 1980 erbaut, mit architektonisch sehr sehenswerter moderner Abteikirche mit bunten Glasfenstern

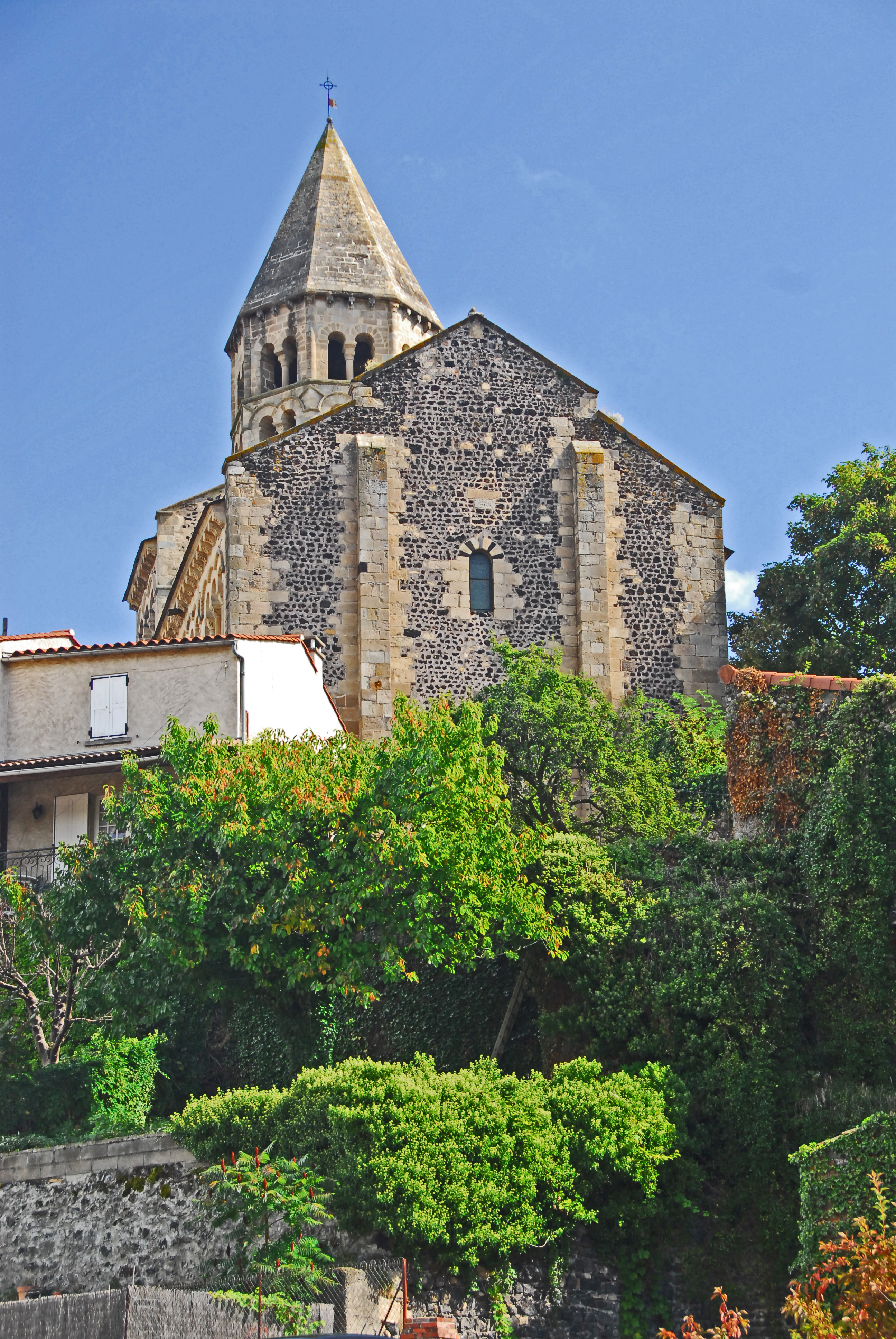
Kirche St-Saturnin
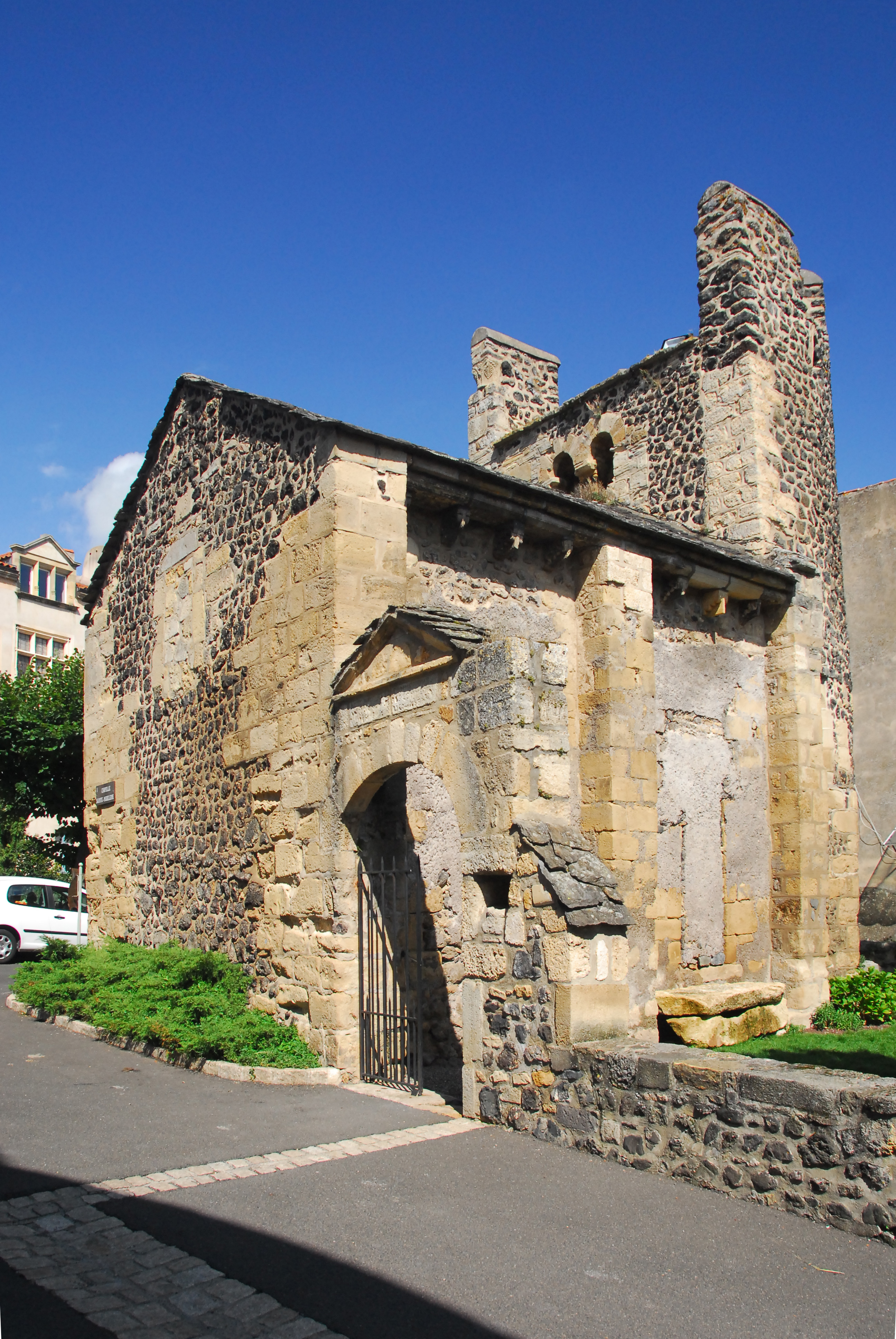
Kapelle Sainte-Madeleine
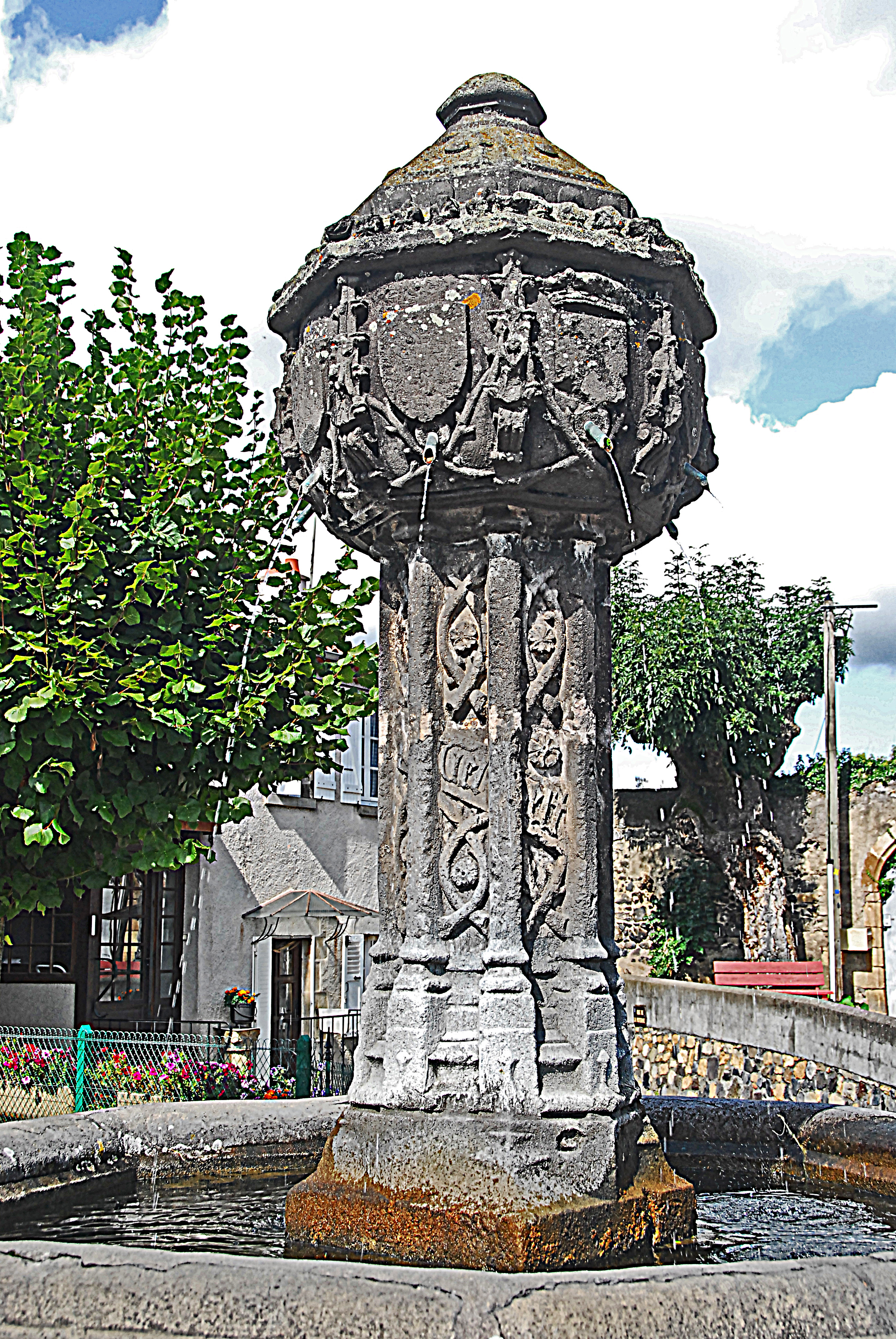
Dorfbrunnen
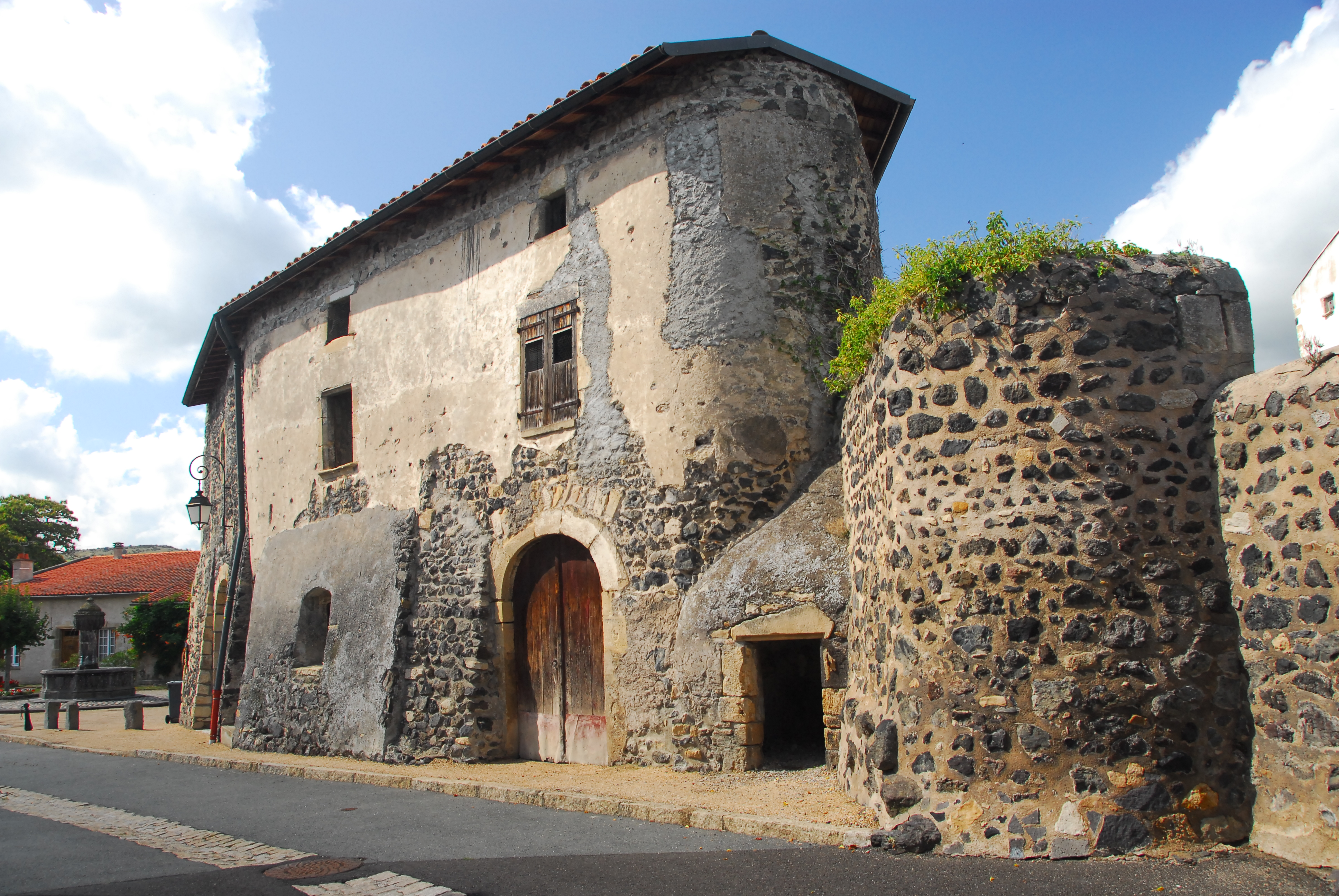
Verteidigungswerke
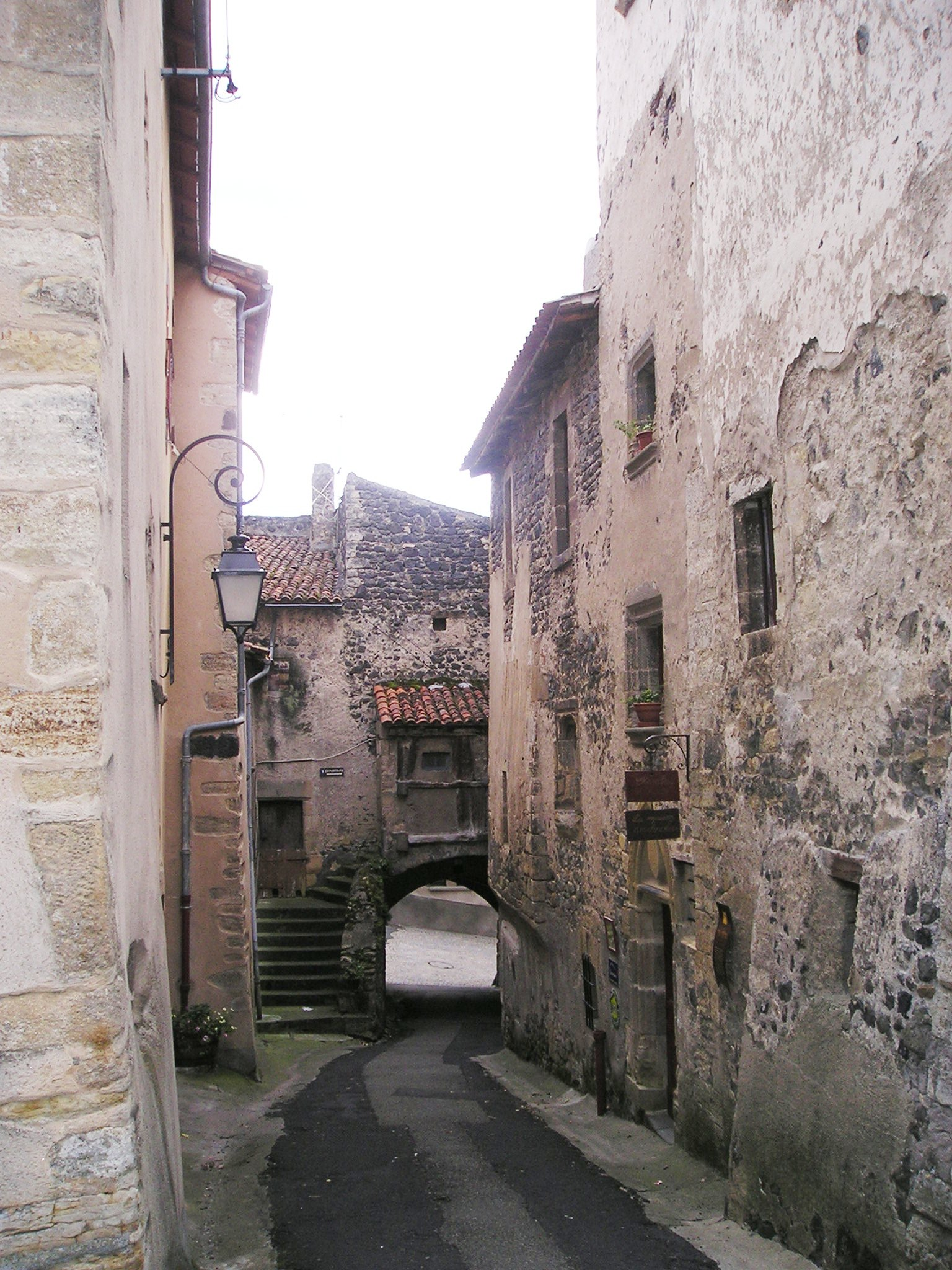
Gassenszenerie
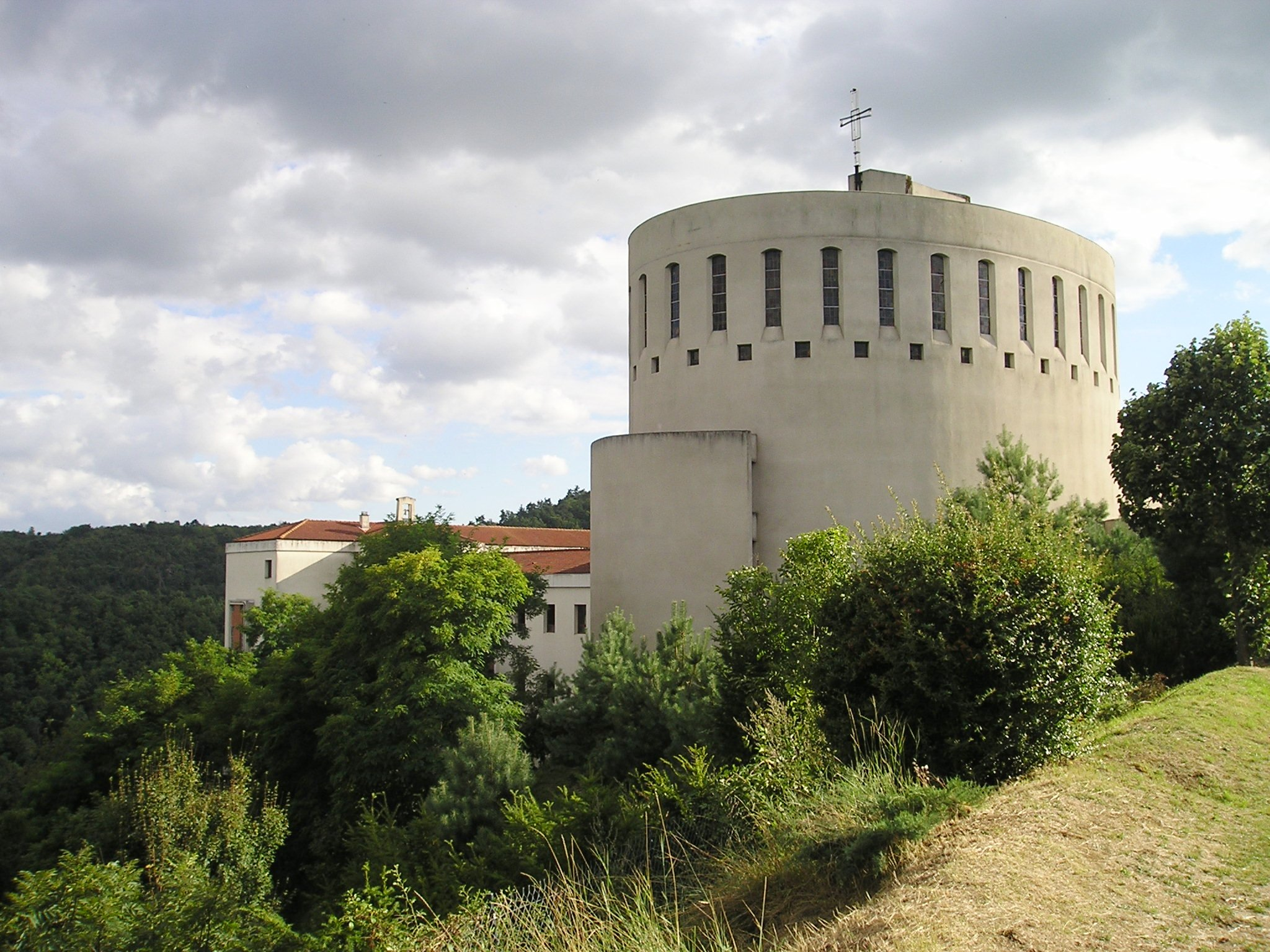
Benediktinerabtei Randol

## Persönlichkeiten
- Nicolas de Saint-Saturnin (zwischen 1330 und 1340–1382), Geistlicher